# Joseph Powathil

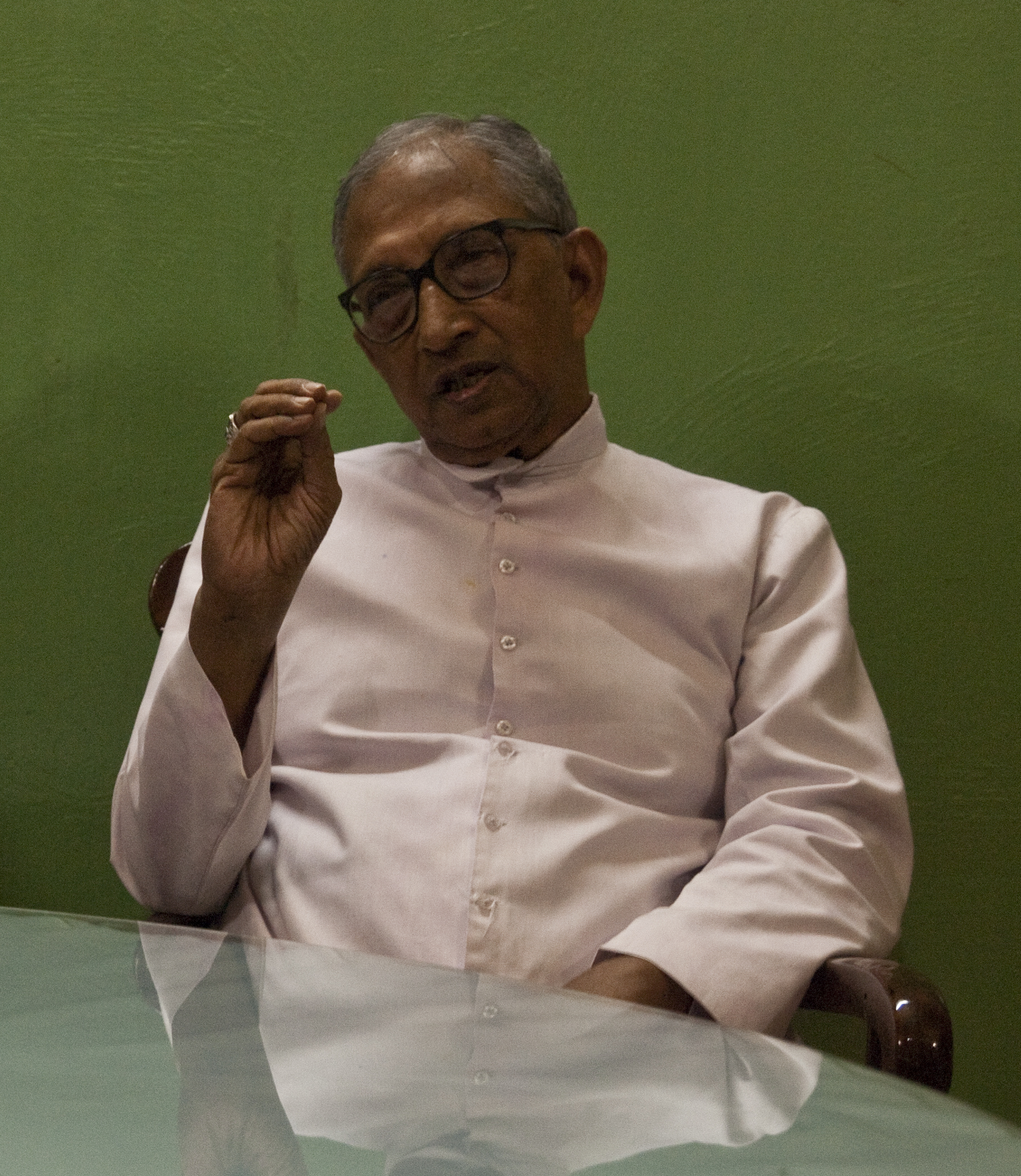
Joseph Powathil (2010)

Joseph Powathil (Malayalam ജോസഫ് പവ്വത്തിൽ Jēāsaph Pavathil; * 14. August 1930 in Kurumbanadom, Britisch-Indien; † 18. März 2023 in Chethipuzha, Kerala) war ein indischer syro-malabarischer Geistlicher und Erzbischof von Changanacherry.

## Leben
Joseph Powathil besuchte die Holy Family Lower Primary School und die St. Peter’s Upper Primary School in Kurumbanadom. Anschließend absolvierte er am St. Berchmans College in Changanassery und am Loyola College in Madras ein Studium in Fach Wirtschaftswissenschaft, das er mit einem Master abschloss. Danach studierte Powathil Philosophie und Katholische Theologie am Priesterseminar St. Thomas in Parel und am Päpstlichen Priesterseminar in Pune. Am 3. Oktober 1962 empfing er in Pune das Sakrament der Priesterweihe für die Erzeparchie Changanacherry.
Von 1962 bis 1972 lehrte Powathil Wirtschaftswissenschaft am St. Berchmans College in Changanassery und leitete das St. Joseph’s Hostel. 1969 absolvierte er einen Forschungsaufenthalt an der University of Oxford, an der er sich im Fach Entwicklungsökonomie spezialisierte. Später fungierte er neben seiner Lehrtätigkeit zusätzlich als Sekretär des Diözesanpastoralrats der Erzeparchie Changanacherry.
Papst Paul VI. ernannte ihn am 7. Januar 1972 zum Weihbischof in Changanacherry und zum Titularbischof von Caesarea Philippi. Der Papst persönlich spendete ihm am 13. Februar desselben Jahres im Petersdom die Bischofsweihe; Mitkonsekratoren waren Bernard Jan Kardinal Alfrink, Erzbischof von Utrecht und Militärvikar der Niederlande, und William John Kardinal Conway, Erzbischof von Armagh. Powathil wählte den Wahlspruch Truth and Charity („Wahrheit und Nächstenliebe“). Als Weihbischof war er zudem Generalvikar der Erzeparchie Changanacherry. Außerdem gründete er in dieser Zeit die diözesane Jugendbewegung Yuvadeepti, die später zum Kerala Catholic Youth Movement (KCYM) wurde. Powathil setzte sich besonders für den freien Zugang zu Bildung und für Menschen mit Behinderung ein. So förderte er gemeinsam mit dem Erzbischof von Changanacherry, Antony Padiyara, die Errichtung mehrerer Einrichtungen für Menschen mit Behinderung.
Am 26. Februar 1977 wurde Powathil zum ersten Bischof des mit gleichem Datum errichteten Bistums Kanjirapally ernannt. Die Amtseinführung fand am 12. Mai desselben Jahres statt. Papst Johannes Paul II. bestellte ihn am 5. November 1985 zum Erzbischof von Changanacherry. Die Amtseinführung erfolgte am 17. Januar 1986. Als Erzbischof gründete Powathil die Schwesterngemeinschaft Sisters of St. Thomas. Er engagierte sich für die Bildung im Geist der Tradition der syro-malabarischen Kirche durch die Gründung des Oriental Study Forum, des Missionary Orientation Centre (MOC), des Amala Theological College und des Zion Retreat House. Zudem widmete sich Powathil besonders von Armut betroffenen und kranken Menschen. So rief er die Malanad Development Society ins Leben, förderte zahlreiche Projekte des Changanacherry Social Service Society (CHASS) und ließ das Bl. Alphonsa Sneha Nivas für Straßenkinder und das Hospiz Bl. Alphonsa Centre erbauen. Überdies wurde auf seine Initiative hin ein Haus für Ruhestandsgeistliche errichtet.
Ferner leitete Joseph Powathil von 1986 bis 2007 die Bildungskommissionen der Katholischen Bischofskonferenz von Indien (CBCI) und der regionalen Bischofskonferenz von Kerala (KCBC). Er fungierte außerdem als Vorsitzender der Katholischen Bischofskonferenz von Indien (1994–1998) und der regionalen Bischofskonferenz von Kerala (1993–1996). Ferner gründete Powathil 1986 den Inter Church Council for Education, dem er bis 2007 vorstand. Er nahm 2001 an der zehnten ordentlichen Generalversammlung der Bischofssynode zum Thema Der Bischof als Diener des Evangeliums Jesu Christi für die Hoffnung der Welt teil und 2005 an der elften ordentlichen Generalversammlung der Bischofssynode zum Thema Die Eucharistie: Quelle und Höhepunkt des Lebens und der Sendung der Kirche sowie 1998 an der Sonderversammlung für Asien zum Thema Jesus Christus, der Erlöser, und seine Sendung der Liebe und des Dienstes in Asien. Darüber hinaus gehörte er von 1998 bis 2007 dem nachsynodalen Rat der Sonderversammlung für Asien der Bischofssynode an. Von 1993 bis 2007 war er Mitglied der Stiftung Pro Oriente und des wissenschaftlichen Beirats der Schriftenreihe Oasis.
Am 22. Januar 2007 nahm Papst Benedikt XVI. seinen altersbedingten Rücktritt an. Das Paurastya Vidyapitham in Vadavathoor verlieh ihm 2020 die Ehrendoktorwürde. Außerdem erhielt Powathil den Mar Thoma Award. Er starb im März 2023 im St. Thomas Hospital in Chethipuzha.

## Schriften
- Renewal demands a return to the sources. 1987, OCLC 469921338.
- Early Syriac theology. Some basic features. In: Pauly Maniyattu (Hrsg.): East Syriac theology. An introduction. Ephrem’s Publications, Satna 2007, ISBN 978-81-88065-04-2, S. 30–53.
- The ecclesial milieu. Ecclesial vision & historical interventions. Carmel International Publication Centre, Trivandrum 2009, ISBN 978-93-8048301-6.
- Church as the mystery of communion. A tribute to the ecclesial vision of Father Placid J. Podipara. Dharmaram Publications, Bangalore 2014, ISBN 978-81-89958-95-4.
- Religious Freedom in India – Reality, Problems, Perspectives. In: Dietmar W. Winkler (Hrsg.): Towards a Culture of Co-Existence in Pluralistic Societies. The Middle East and India (= Pro Oriente Studies in the Syriac Tradition. Band 4). Gorgias Press, Piscataway 2020, ISBN 978-1-4632-4254-1, S. 111–122.